# Доња Трамошња (Оштра Лука)
Доња Трамошња је насељено мјесто у општини Оштра Лука, Република Српска, БиХ. Према попису становништва из 1991. у насељу је живјело 173 становника.

## Становништво
| Демографија | Демографија | Демографија |
| Година      | Становника  | Становника  |
| ----------- | ----------- | ----------- |
| 1948.       | 499         |             |
| 1953.       | 521         |             |
| 1961.       | 486         |             |
| 1971.       | 248         |             |
| 1981.       | 182         |             |
| 1991.       | 173         |             |